# Sistema de Informações para o Ensino
Sistema de Informações para o Ensino (SIE) é um sistema que controla os processos de uma universidade, desenvolvido pela Universidade Federal de Santa Maria, apoiado pela Secretaria de Ensino Superior (SESu) do MEC e difundido pela FATEC.